# Précieuse (épée)
Précieuse est l'épée de Baligant, le roi sarrasin légendaire de La Chanson de Roland. 
Baligant aurait nommé son épée en entendant que celle de Charlemagne s'appelait Joyeuse. L'épopée joue sur le contraste entre les deux personnages, Baligant étant présenté comme un homologue insensé de l'empereur. 